# 长风西街街道
长风西街街道，是中华人民共和国山西省太原市万柏林区下辖的一个乡镇级行政单位。

## 行政区划
长风西街街道下辖以下地区：
晋祠路社区、地矿社区、长风南社区、义井东街社区、新庄社区、西岸社区、小王社区、南上庄社区和南屯村。